# Forces armées aux Antilles
Pour les articles homonymes, voir FAA.
Les Forces Armées aux Antilles, en abrégé FAA, désignent les unités de l'Armée française stationnées en Guadeloupe et en Martinique constituant ainsi la zone de défense des Antilles françaises.

## Composition
Les forces armées aux Antilles regroupent 1 100 militaires des trois armées (armée de terre, armée de l'air et marine nationale) hors service militaire adapté (SMA) et hors gendarmerie ainsi que 235 personnels civils.

## Commandement
Les FAA sont placées sous la responsabilité du commandant supérieur des forces armées aux Antilles (COMSUP FAA), qui est lui-même sous le commandement opérationnel du chef d'état-major des armées. Le COMSUP FAA est un officier général de la marine qui a habituellement le grade de contre-amiral, nommé à la fin du mois d'août de l'année de passation. Secondé par deux adjoints (un de l'armée de terre et un de l'armée de l'air et de l'espace), il dispose d’un état major interarmées. Le COMSUP est également commandant de la zone maritime Antilles et commandant de la base de défense des Antilles.
Le poste de commandement des Forces armées aux Antilles est situé au fort Desaix à Fort-de-France en Martinique.
En Guadeloupe, un officier supérieur assure la fonction de coordonnateur militaire (COMIL).

## Soutien
La base de défense des Antilles et le groupement de soutien de la base de défense des Antilles ont été créés le 1er janvier 2011. Ils assurent les missions de soutien au profit des Forces armées aux Antilles. Le soutien commun et l’administration générale sont assurés par le groupement de soutien de la base de défense – Antilles (GSBdD).

### Directions et services
- DICOM / GSBdD : direction du commissariat des armées et groupement de soutien de la base de défense.
- DIASS : direction interarmées du service de santé (Fort-de-France, au Morne Desaix).
- DIRISI : direction interarmées des réseaux d'infrastructure et des systèmes d'information de Fort-de-France (Morne Desaix, pointe des Sables, Rivière-Salée ainsi qu'une antenne au camp Dugommier à Baie-Mahault en Guadeloupe).
- DID : Direction d'infrastructure de la Défense de Fort-de-France (au Morne Desaix).
- CSNJ : centre du service national et de la jeunesse de Martinique et de Guadeloupe (Fort-de-France au Quartier Gerbault, et Baie-Mahault au camp Dugommier).
- CIRFA : centre d'information et de recrutement des Forces armées de Martinique et de Guadeloupe (Fort-de-France au quartier Gerbault et au fort Saint-Louis, et camp Dugommier)

## Dispositif

### Composante Terre

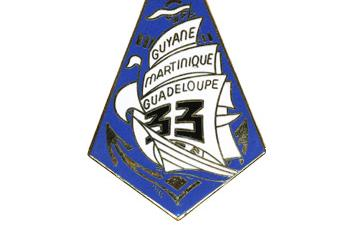
Insigne régimentaire du 33e Rima

Le 33e régiment d'infanterie de marine (33e RIMa) est basé à la Martinique et en Guadeloupe. Il est réparti sur plusieurs emprises (site principal : fort Desaix à la Martinique pour l'état-major et quatre compagnies, camp Dugommier à Baie-Mahault en Guadeloupe). Le 33e RIMa dispose du CAOME, un centre chargé d'aguerrir les unités de l’armée de Terre qui servent sur place en missions de courte durée, sur deux sites d’entraînement, au fort Desaix et au François en Martinique.
Le 33e RIMa est composé de : 
- un état-major
- une compagnies de commandement et de logistique
- deux compagnies de combat (compagnie ProTerre 3)
- deux compagnies de réserve (la 3e en Martinique, la 4e en Guadeloupe).

### Composante Mer

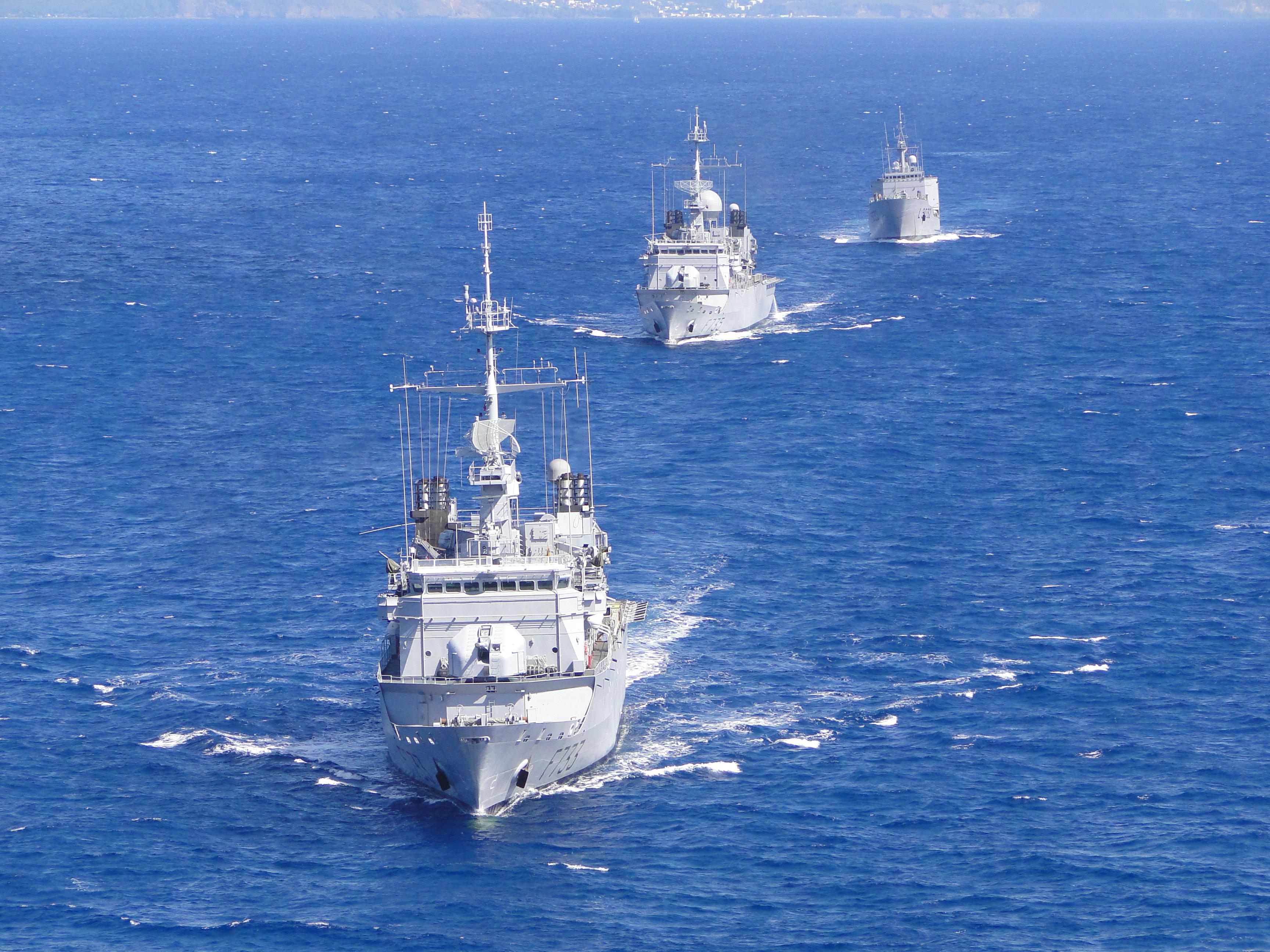
Le Ventôse, le Germinal et le Dumont d'Urville en entrainement commun.

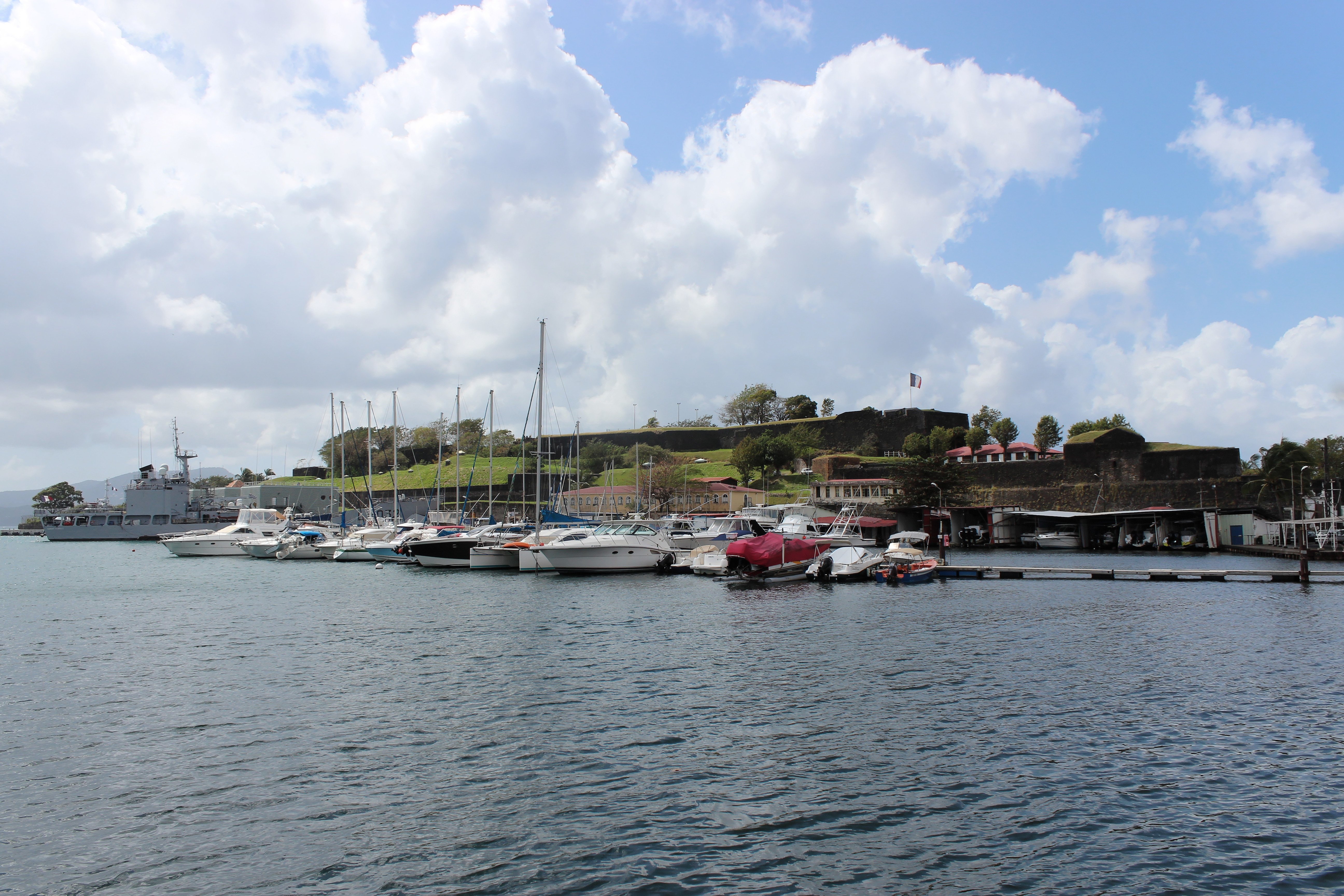
Le fort Saint-Louis est la base navale de Fort de France en Martinique

Les forces navales sont réparties entre la Martinique, où se trouve la base navale de Fort-de-France située au fort Saint-Louis, et la Guadeloupe. Les forces navales en Martinique se sont considérablement étoffées car jusque dans les années 1980, elles n'étaient que de deux patrouilleurs, ex dragueurs de mines Ceci montre à l'évidence, l'intérêt croissant que la France accorde à sa souveraineté dans sa zone économique exclusive (ZEE) ultramarine.
 Actuellement elles se composent de :
- Deux frégates de classe Floréal. Elles peuvent recevoir le Panther du détachement de la 36F et l'Alouette III du détachement de la 22S basés au PAE du Lamentin :
  - Le Ventôse (F733) admise au service actif en 1993.
  - Le Germinal (F735) admise au service actif en 1994.
- Un bâtiment de soutien et d'assistance outre-mer (BSAOM) Dumont d'Urville (A624) admis en service actif en 2018.
- Un patrouilleur Antilles-Guyane (PAG) La Combattante admise au service actif en 2020
- Bâtiments de soutien :
  - Un chaland multi-missions (CMM) Luciole
  - Un remorqueur portuaire côtier (RPC), le Maïto (A636), armé par un équipage de 8 marins et commandé par un officier marinier supérieur.
  - Deux pousseurs de port de type PS4 B, le Maracudja (no 31) et Karambole (no 34) admis au service actif en 1995 et 1996[4]

Et en Guadeloupe à Pointe-à-Pitre:
- Un patrouilleur côtier de gendarmerie maritime (PCG) 
  - La Violette (P722) admise au service actif en 1997 et disposant d'un équipage de quatorze gendarmes maritimes (un officier et treize gendarmes).

### Composante Air

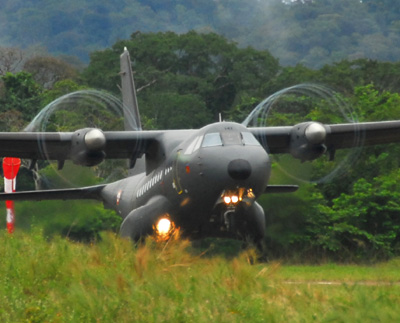
Casa de l'escadron de transport 68 Antilles-Guyane

La composante aérienne des FAA est constituée de deux détachements d’hélicoptères embarqués de la Marine nationale : un Panther de la flottille 36F et un Dauphin N3 de la flottille 35 basés sur le Pôle aéronautique étatique du Lamentin (PAE), issue de la base aérienne 365 dissoute en 2012. Le PAE du Lamentin est une emprise du ministère des Armées sur laquelle sont stationnés les aéronefs d’État (interministériels) présents en Martinique (hélicoptères de la marine nationale et de la gendarmerie, aéronefs des douanes (deux avions Cessna F406 et un hélicoptère H160). Le Ministère de l'Interieur y a aussi implanté un Centre de Déminage de la Direction Générale de la Sécurité Civile et de la Gestion des Crises ainsi que la Réserve Nationale en cas de crise Majeure. 
Les FAA ont également à disposition l'escadron de transport 68 Antilles-Guyane (ET 00.068) basé Cayenne-Rochambeau (BA 367). Un de ses avions CN 235-200 est déployé ponctuellement sur le PAE du Lamentin pour les besoins des FAA.

## Missions
- protection du territoire national et maintien de la sécurité.
- préservation des intérêts de la France dans la zone.
- surveillance des pêches et action de l'État en mer dans la ZEE.
- participation à la lutte contre le narcotrafic (coopération avec la Joint InterAgency Task Force-South américaine).
- conduite ou participation à une opération militaire.
- secours aux populations en cas de catastrophes naturelles ou de situations humanitaires graves dans la zone.
- coopération et partenariats avec les états de la zone.

## Missions accomplies par les Forces armées aux Antilles
- Opération Pauline : évacuation de ressortissants européens en Haïti, 1994.
- Opération Cormoran : assistance humanitaire après passage du cyclone Mitch au Guatemala, Honduras et Nicaragua, en 1998.
- Opération Carbet : protection et d’évacuation de ressortissants en Haïti en 2005.
- Opération Harpie : renfort de deux compagnies  pour lutter contre l'orpaillage illégal en Guyane en 2008 et 2009.
- Opération Séisme Haïti 2010 : assistance aux populations sinistrées en 2010.
- Opération Albatros : secours dans les Antilles à la suite des ouragans Irma et Maria en 2017[6].

## Autres unités militaires aux Antilles
Un certain nombre de personnels de statut militaire servent aux Antilles sans appartenir directement aux Forces armées aux Antilles. Il s'agit :
- des stagiaires et des formateurs des deux régiments du service militaire adapté aux Antilles (RSMA), l’un en Guadeloupe (RSMA-Ga) et l’autre en Martinique (RSMA-M).
- des éléments de la Gendarmerie nationale en Guadeloupe, en Martinique, à Saint-Barthélémy et à Saint-Martin.

### Gendarmerie

#### Martinique
La gendarmerie nationale est gérée en Martinique par le commandement de la gendarmerie (COMGEND) de Martinique dont le quartier général est à Fort-de-France. La gendarmerie départementale est notamment composée de huit communautés de brigades (COB) et trois brigades autonomes soit vingt-deux brigades territoriales.
- Un escadron de Gendarmerie mobile (EGM)
- Brigade nautique (BN) du Marin
- Section aérienne (SAG Fort-de-France)
  - Détachement aérien de la gendarmerie de Fort-de-France (972), crée en 1961, doté d'un hélicoptère AS350 Écureuil

#### Guadeloupe et îles du Nord
La gendarmerie nationale est gérée en Guadeloupe, à Saint-Martin et à Saint-Barthélemy par le commandement de la gendarmerie (COMGEND) de Guadeloupe dont le quartier général est à Pointe-à-Pitre. Le général Jean-Marc Descoux en est le commandant.
Guadeloupe
- 3,25 escadrons de gendarmeries mobiles (EGM)[7]
- Brigade nautique (BN) de Pointe-à-Pitre
- Section aérienne (SAG Pointe-à-Pitre)
  - Détachement aérien de la gendarmerie de Pointe-à-Pitre (971), crée en 1962, doté d'un hélicoptère AS350 Écureuil
- Centre de soutien automobile de la gendarmerie (CSAG) à Pointe-à-Pitre

Saint-Martin et Saint-Barthélemy
La compagnie de gendarmerie départementale de Saint-Martin et de Saint-Barthélemy est forte de 112 militaires (personnels permanents et détachés en mission de courte durée), appuyés par un escadron de gendarmerie mobile (EGM) et un peloton de la garde républicaine, soit 210 militaires en total sur ces îles.
- Compagnie de Saint-Martin et Saint-Barthélémy[9]
  - Groupe commandement et unités de soutien, caserne de La Savane : commandant de compagnie et 2 adjoint
    - Secrétariat : 3 sous-officiers
    - Centre des opérations de la gendarmerie (COG) : 5 sous-officiers et 2 gendarmes mobiles (GM) détachés
    - Cellule d'information et de rapprochements judiciaires (CIRJ) : 2 sous-officiers
    - Systèmes d'information et de communication (SIC) : : 2 sous-officiers
    - Service automobile : 1 sous-officier et 2 gendarme adjoint volontaire (GAV)

  - Communauté de brigades (COB) de Saint-Martin : 1 officier commandant
    - Brigade territoriale de Marigot-Spring : 21 sous-officiers et 2 gendarmes mobiles détachés
    - Brigade territoriale de Quartier-d'Orléans : 10 sous-officiers et 2 gendarmes mobiles détachés

  - Brigade territoriale autonome (BTA) de Saint-Barthélemy : 13 sous-officiers, 2 gendarme adjoint volontaire et 4 gendarmes mobiles détachés. Basée au fort Oscar à Gustavia.
  - Unités spécialisées
    - Brigade de recherches (BR) : 1 officier et 13 sous-officiers à La Savane
    - Peloton de surveillance et d'intervention de la Gendarmerie (Psig) : 9 sous-officiers, 9 gendarme adjoint volontaire et 4 gendarmes mobiles détachés à La Savane
    - Brigade nautique (BN) : 3 sous-officiers et 2 gendarme adjoint volontaire à Marigot
    - brigade de prévention de la délinquance juvénile (BPDJ) : 2 sous-officiers à Marigot
    - brigade motorisée (BMo) : 4 sous-officiers

- Escadron de gendarmerie mobile EGM
  - Peloton hors rang (PHG) à La Savane. Il comprend les services de l'unité : secrétariat, transmissions, matériel, etc.
  - Détachements de sécurité d’intervention (DSI) Savane
  - DSI Oyster-Pond
  - DSI Marigot
- Peloton d'intervention de la Garde républicaine à La Savane

À Saint-Martin, les effectifs de gendarmerie présents à Saint-Martin ont connu une augmentation importante, passant de 38 militaires en 1998, à 62 en 2002 et 82 (sur les 92 de la compagnie) en 2014. Depuis novembre 2003, deux pelotons de la gendarmerie mobile ont été détachés en permanence à Saint-Martin, en 2009, l'effectif est porté à un escadron (73 gendarmes). Sur l'île, la gendarmerie assure la sécurité publique aux côtés de la police aux frontières à Marigot (DZPAF Antilles-Guyane) dont la brigade garde-côtes des douanes équipés d'une vedette et d'un intercepteur rapide, et la police territoriale (Marigot, Grand-Case).
À Saint-Barthélemy, la gendarmerie assure la sécurité publique aux côtés de la police aux frontières (PAF) et la police territoriale (11 personnes, 4 véhicules).